# Taxonomia păianjenilor
Arahnologia împarte păianjenii în două subordine - Mesothelae și Opisthothelae, cel din urmă este divizat în două infraordine - Mygalomorphae și Araneomorphae. În total ordinul Araneae include 38 de suprafamilii și 111 familii, dintre care 7 familii au poziție neclară. În prezent ordinul Araneae cuprinde peste 40 000 de specii descrise. Se presupune că există mai multe specii neobservate de om. Se estimează că au fost descrise doar 20 - 30 % din speciile existente. 

Datorită studiilor permanente în fiecare lună se descoperă specii noi, iar altele sunt recunoscute ca sinonime. În aceste condiții numărul de specii în familiile este variabil și nu se poate avea, la stadiul actual, o precizie totală în ce privește diversitatea păianjenilor. Cu toate acestea, numărul speciilor oferite aici sunt utile ca orientare. 

## Subordinul Mesothelae

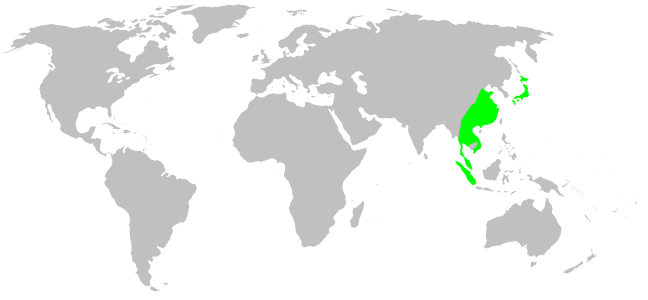
Răspândirea păianjenilor Mesothelae

Păianjenii din Mesothelae posedă o opistosomă segmentată, ceva specific pentru toate arahnidele. La aceștia lipsesc glandele veninoase, morfologia și mărimea pedipalpilor foarte bine se aseamănă cu cea a picioarelor. Respiră prin două perechi de plămâni. Organele filiere sunt localizate median, pe partea ventrală opistosomă, între segmentele 4 și 5.  Sistemul nervos este prezent și în opistosomă prin ganglioni. Acești păianjnei nu folosesc mătasea în mod activ la vânătoare. Intrarea în vizuina lor este înconjurată de fire de mătase. La atingerea lor de către vreo insectă, acestea vibrează. Păianjenul, simțind vibrația, iese din vizuină și atacă victima. Subordinul cuprinde puține specii, grupate într-o familia, Liphistiidae, și cinci genuri, răspândiți numai în Asia de Est.

## Subordinul Opisthothelae

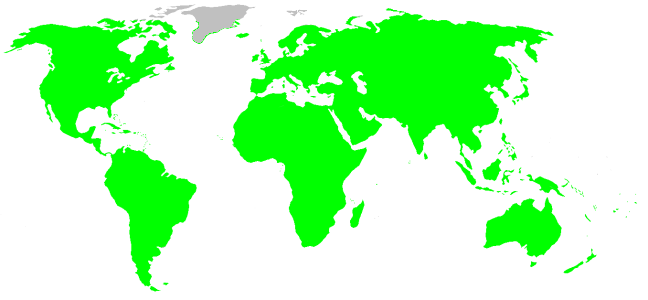
Răspândirea păianjenilor Opisthothelae

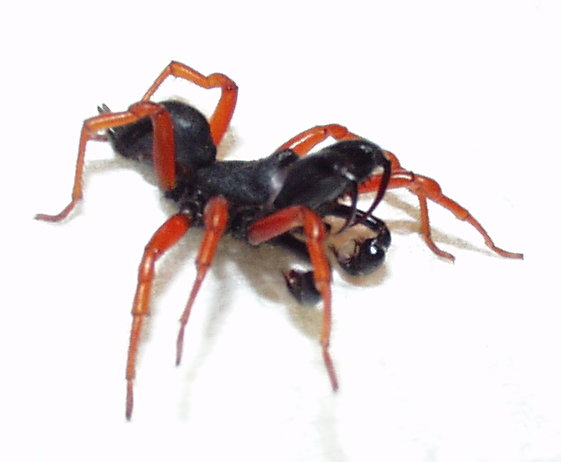
Orientarea chelicerelor la păianjenii migalomorfi, Sphodros rufipes

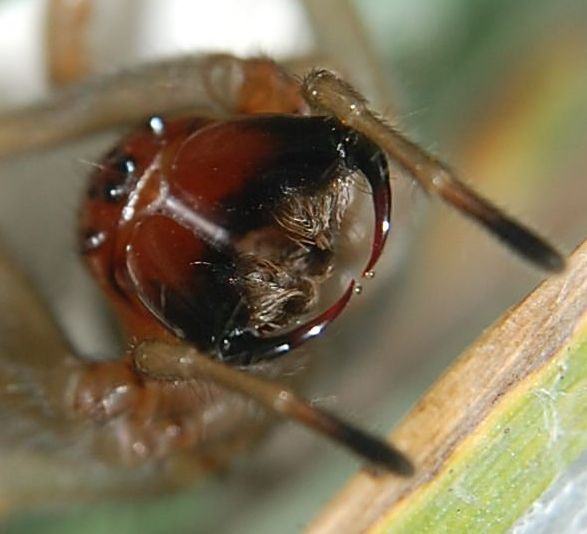
Orientarea chelicerelor la păianjenii araneomorfi, Cheiracanthium punctorium

Opisthothelae este un subordin de pǎianjeni care cuprinde specii cu opistosoma nesegmentatǎ. De obicei, pedipalpii sunt mai subțiri și mai scurți. Organele filiere se găsesc pe partea ventral-posterioară a opistosomei. Sistemul nervos este în totalitate concetrat în prosomă (cefalotorace). Mătasea este utilizată la construcția pânzelor pentru prinderea insectelor. În funcție de orientarea chelicerelor subordinul se divide în 2 infraordine: Mygalomorphae și Araneomorphae. 

### Infraordinul Mygalomorphae
Păianjenii din infraordinul Mygalomorphae sunt caracterizați prin orientarea anterioară a chelicerelor. Colții de la vârful chelicerelor sunt îndreptați vertical în jos. Respirația se efectuează numai prin patru plămâni (saci pulmonari). Infraordinul cuprinde cele mai mari specii de păianjeni, de exemplu Theraphosa blondi. Sunt răspândiți în zona tropicală, în România se întâlnește specia Atypus affinis, familia Atypidae. 

### Infraordinul Araneomorphae
Este infraordinul cel mai bogat în specii. Chelicerele păianjenilor araneomorfi sunt orientate în jos, însă colții sunt direcționați opus, unul spre celălat. Sistemul respirator este alcătuit din plămâni și trahei. Sunt și familii cu respirație exclusiv traheală (Caponiidae).

## Tabelul familiilor
Tabelul include numai speciile identificate la moment. Familiile care conțin specii periculoase pentru om sunt evidențiate cu caractere aldine.
| 1 | <10 | >=10 | >=100 | >=1000 |

| Subordin/Infraordin | Suprafamilie      | Familie             | Genuri | Specii | Reprezentanți                |
| ------------------- | ----------------- | ------------------- | ------ | ------ | ---------------------------- |
| Mesothelae          |                   | Liphistiidae        | 5      | 85     | Heptathela kimurai           |
| Mygalomorphae       | Mecicobothrioidea | Mecicobothriidae    | 4      | 9      |                              |
|                     |                   | Microstigmatidae    | 7      | 15     | Envia garciai                |
|                     | Hexatheloidea     | Hexathelidae        | 11     | 85     | Atrax robustus               |
|                     | Dipluroidea       | Dipluridae          | 24     | 177    | Microhexura montivaga        |
|                     | Nemesioidea       | Nemesiidae          | 41     | 342    | Aname atra                   |
|                     | Theraphosoidea    | Theraphosidae       | 116    | 909    | Theraphosa blondi            |
|                     |                   | Paratropididae      | 4      | 8      |                              |
|                     | Barycheloidea     | Barychelidae        | 44     | 300    | Sason sundaicum              |
|                     | Atypoidea         | Atypidae            | 3      | 43     | Atypus affinis               |
|                     |                   | Antrodiaetidae      | 2      | 32     | Antrodiaetus rivers          |
|                     | Cyrtauchenioidea  | Cyrtaucheniidae     | 18     | 134    | Aptostichus simus            |
|                     | Idiopoidea        | Idiopidae           | 22     | 297    | Idiosoma nigrum              |
|                     | Ctenizoidea       | Ctenizidae          | 9      | 117    | Cteniza sauvagesi            |
|                     | Migoidea          | Migidae             | 10     | 91     |                              |
|                     |                   | Actinopodidae       | 3      | 41     | Missulena bradleyi           |
| Araneomorphae       | Hypochiloidea     | Hypochilidae        | 2      | 11     | Hypochilus thorelli          |
|                     | Austrochiloidea   | Austrochilidae      | 7      | 16     | Hickmania troglodytes        |
|                     |                   | Gradungulidae       | 7      | 16     | Progradungula carraiensis    |
|                     | Filistatoidea     | Filistatidae        | 17     | 110    | Kukulcania hibernalis        |
|                     | Scytodoidea       | Drymusidae          | 1      | 15     |                              |
|                     |                   | Periegopidae        | 1      | 2      |                              |
|                     |                   | Scytodidae          | 5      | 220    | Scytodes thoracica           |
|                     |                   | Sicariidae          | 2      | 121    | Loxosceles reclusa           |
|                     | Leptonetoidea     | Leptonetidae        | 15     | 199    | Neoleptoneta myopica         |
|                     |                   | Ochyroceratidae     | 14     | 156    | Theotima minutissima         |
|                     |                   | Telemidae           | 7      | 31     |                              |
|                     | Pholcoidea        | Diguetidae          | 2      | 15     |                              |
|                     |                   | Pholcidae           | 80     | 1 036  | Pholcus phalangioides        |
|                     |                   | Plectreuridae       | 2      | 29     |                              |
|                     | Caponioidea       | Caponiidae          | 13     | 71     | Diploglena capensis          |
|                     |                   | Tetrablemmidae      | 30     | 130    |                              |
|                     | Dysderoidea       | Dysderidae          | 24     | 487    | Dysdera crocata              |
|                     |                   | Oonopidae           | 73     | 503    | Oonops domesticus            |
|                     |                   | Orsolobidae         | 28     | 181    |                              |
|                     |                   | Segestriidae        | 3      | 110    | Segestria florentina         |
|                     | Eresoidea         | Eresidae            | 10     | 94     | Eresus cinnaberinus          |
|                     |                   | Hersiliidae         | 12     | 159    | Hersilia savignyi            |
|                     |                   | Oecobiidae          | 6      | 103    | Oecobius navus               |
|                     | Archaeoidea       | Archaeidae          | 3      | 37     | Eriauchenius gracilicollis   |
|                     |                   | Holarchaeidae       | 1      | 2      |                              |
|                     |                   | Mecysmaucheniidae   | 7      | 25     |                              |
|                     |                   | Micropholcommatidae | 8      | 34     |                              |
|                     |                   | Pararchaeidae       | 7      | 34     |                              |
|                     | Palpimanoidea     | Huttoniidae         | 1      | 1      | Huttonia palpimanoides       |
|                     |                   | Palpimanidae        | 15     | 131    |                              |
|                     |                   | Stenochilidae       | 2      | 12     |                              |
|                     | Mimetoidea        | Malkaridae          | 4      | 10     |                              |
|                     |                   | Mimetidae           | 13     | 152    | Oarces reticulatus           |
|                     | Uloboroidea       | Deinopidae          | 4      | 57     | Deinopis subrufa             |
|                     |                   | Uloboridae          | 18     | 254    | Uloborus walckenaerius       |
|                     | Araneoidea        | Anapidae            | 37     | 147    |                              |
|                     |                   | Araneidae           | 167    | 2 841  | Araneus diadematus           |
|                     |                   | Cyatholipidae       | 23     | 58     |                              |
|                     |                   | Linyphiidae         | 583    | 4 297  | Florinda coccinea            |
|                     |                   | Mysmenidae          | 24     | 123    | Mysmenopsis furtiva          |
|                     |                   | Nesticidae          | 9      | 195    | Nesticus carpaticus          |
|                     |                   | Pimoidae            | 4      | 33     | Pimoa altioculata            |
|                     |                   | Symphytognathidae   | 7      | 56     | Patu digua                   |
|                     |                   | Synaphridae         | 3      | 12     |                              |
|                     |                   | Synotaxidae         | 14     | 70     |                              |
|                     |                   | Tetragnathidae      | 47     | 912    | Leucauge venusta             |
|                     |                   | Nephilidae          | 4      | 44     | Nephila clavipes             |
|                     |                   | Theridiidae         | 109    | 2 262  | Latrodectus tredecimguttatus |
|                     |                   | Theridiosomatidae   | 12     | 84     | Theridiosoma gemmosum        |
|                     | Lycosoidea        | Ctenidae            | 40     | 468    | Phoneutria nigriventer       |
|                     |                   | Lycosidae           | 112    | 2 293  | Lycosa singoriensis          |
|                     |                   | Oxyopidae           | 9      | 417    | Peucetia viridans            |
|                     |                   | Pisauridae          | 53     | 334    | Dolomedes aquaticus          |
|                     |                   | Psechridae          | 2      | 26     |                              |
|                     |                   | Senoculidae         | 1      | 31     |                              |
|                     |                   | Stiphidiidae        | 22     | 136    | Tartarus mullamullangensis   |
|                     |                   | Trechaleidae        | 18     | 97     |                              |
|                     |                   | Zoridae             | 14     | 76     |                              |
|                     |                   | Zorocratidae        | 5      | 42     |                              |
|                     |                   | Zoropsidae          | 12     | 75     | Zoropsis spinimana           |
|                     | Agelenoidea       | Agelenidae          | 42     | 508    | Tegenaria domestica          |
|                     |                   | Amphinectidae       | 32     | 159    | Metaltella simoni            |
|                     | Amaurobioidea     | Amaurobiidae        | 74     | 731    | Callobius claustrarius       |
|                     | Dictynoidea       | Anyphaenidae        | 56     | 508    | Hibana velox                 |
|                     |                   | Cybaeidae           | 12     | 162    | Argyroneta aquatica          |
|                     |                   | Desidae             | 38     | 181    | Phryganoporus candidus       |
|                     |                   | Dictynidae          | 48     | 555    | Nigma walckenaeri            |
|                     |                   | Hahniidae           | 26     | 236    |                              |
|                     |                   | Nicodamidae         | 9      | 29     |                              |
|                     | Sparassoidea      | Sparassidae         | 83     | 1 061  | Delena cancerides            |
|                     | Selenopoidea      | Selenopidae         | 5      | 193    | Selenops radiatus            |
|                     | Zodaroidea        | Zodariidae          | 75     | 892    | Zodarion germanicum          |
|                     | Tengelloidea      | Tengellidae         | 8      | 50     |                              |
|                     | incertae sedis    | Chummidae           | 1      | 2      |                              |
|                     |                   | Clubionidae         | 14     | 547    | Clubiona trivialis           |
|                     |                   | Cycloctenidae       | 5      | 36     |                              |
|                     |                   | Homalonychidae      | 1      | 3      |                              |
|                     |                   | Miturgidae          | 28     | 346    | Cheiracanthium inclusum      |
|                     | Titanoecoidea     | Phyxelididae        | 12     | 54     |                              |
|                     |                   | Titanoecidae        | 5      | 43     | Goeldia obscura              |
|                     | Gnaphosoidea      | Ammoxenidae         | 4      | 18     |                              |
|                     |                   | Cithaeronidae       | 2      | 6      |                              |
|                     |                   | Gallieniellidae     | 10     | 48     |                              |
|                     |                   | Gnaphosidae         | 112    | 2 047  | Drassodes lapidosus          |
|                     |                   | Lamponidae          | 23     | 192    | Lampona cylindrata           |
|                     |                   | Prodidomidae        | 30     | 302    | Lygromma anops               |
|                     |                   | Trochanteriidae     | 19     | 152    |                              |
|                     | Thomisoidea       | Philodromidae       | 27     | 520    | Philodromus dispar           |
|                     |                   | Thomisidae          | 173    | 2 040  | Misumena vatia               |
|                     | Salticoidea       | Salticidae          | 567    | 5 192  | Salticus scenicus            |
|                     | Corinnoidea       | Corinnidae          | 80     | 940    | Castianeira sp.              |
|                     |                   | Liocranidae         | 30     | 166    |                              |
| 3                   | ca. 38            | 109                 | 3747   | 40288  | Total                        |

Surse: 
- The World Spider Catalog, Version 8.0 (familii, specii)
- Synopsis of the described Araneae of the World

## Clasificare dupăITISpână la nivel de familie
| Regn     | Încrengătură | Subîncrengătură | Clasă     | Ordin   | Subordin       | Infraordin | Superfamilie  | Familie           |
| Animalia | Arthropoda   | Chelicerata     | Arachnida |         |                |            |               |                   |
| Animalia | Arthropoda   | Chelicerata     | Arachnida | Araneae | Ecribellatae   | -          | -             | Gnaphosidae Simon |
| Animalia | Arthropoda   | Chelicerata     | Arachnida | Araneae | Labidognatha   | -          | -             | Araneidae         |
| Animalia | Arthropoda   | Chelicerata     | Arachnida | Araneae | Labidognatha   | -          | -             | Leptonetidae      |
| Animalia | Arthropoda   | Chelicerata     | Arachnida | Araneae | Labidognatha   | -          | -             | Linyphiidae       |
| Animalia | Arthropoda   | Chelicerata     | Arachnida | Araneae | Labidognatha   | -          | -             | Pisauridae        |
| Animalia | Arthropoda   | Chelicerata     | Arachnida | Araneae | Labidognatha   | -          | -             | Theridiidae       |
| Animalia | Arthropoda   | Chelicerata     | Arachnida | Araneae | Labidognatha   | -          | -             | Hypochiloidea     |
| Animalia | Arthropoda   | Chelicerata     | Arachnida | Araneae | Labidognatha   | -          | Hypochiloidea | Thaididae         |
| Animalia | Arthropoda   | Chelicerata     | Arachnida | Araneae | Mesothelae     | -          | -             | -                 |
| Animalia | Arthropoda   | Chelicerata     | Arachnida | Araneae | Neocribellatae | -          | -             | -                 |
| Animalia | Arthropoda   | Chelicerata     | Arachnida | Araneae | Opisthothelae  | -          | -             | -                 |
| Animalia | Arthropoda   | Chelicerata     | Arachnida | Araneae | Orthognata     | -          | -             | -                 |